# کاخ لونشان

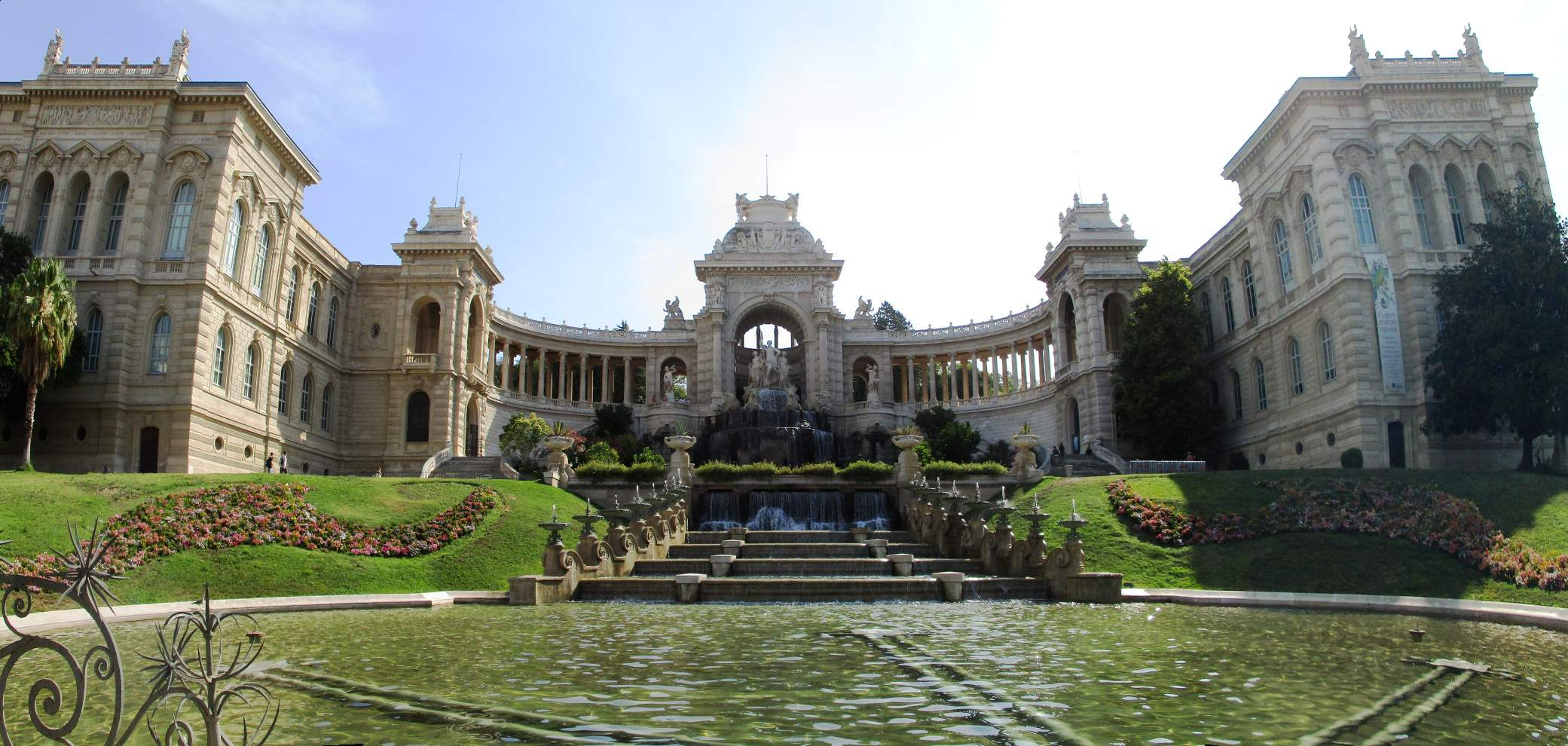
کاخ لونشان

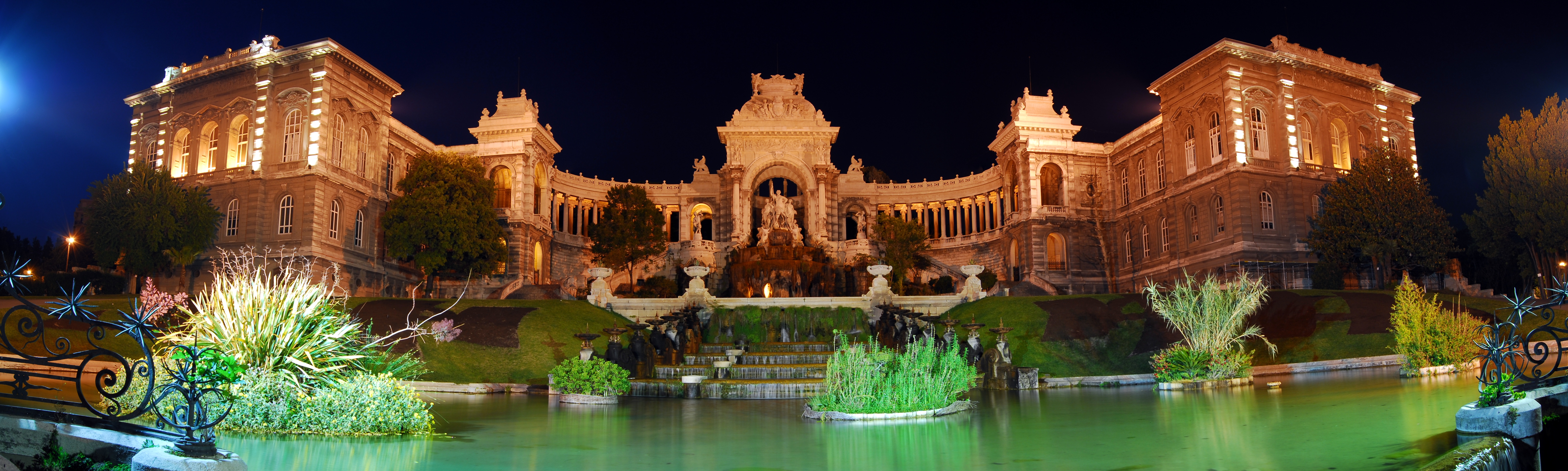
کاخ لونشان در شب

کاخ لونشان (فرانسوی: Palais Longchamp‎) یک ساختمان و یادمان در شهر مارسی، فرانسه است که در سال ۱۸۶۲ ساخته شده و هم‌اکنون موزه تاریخ طبیعی مارسی و موزه هنرهای زیبای مارسی در آن قرار دارند. محوطه اطراف کاخ لونشان به‌عنوان یک اثر قابل توجه در فرانسه ثبت شده‌است.

## نگارخانه

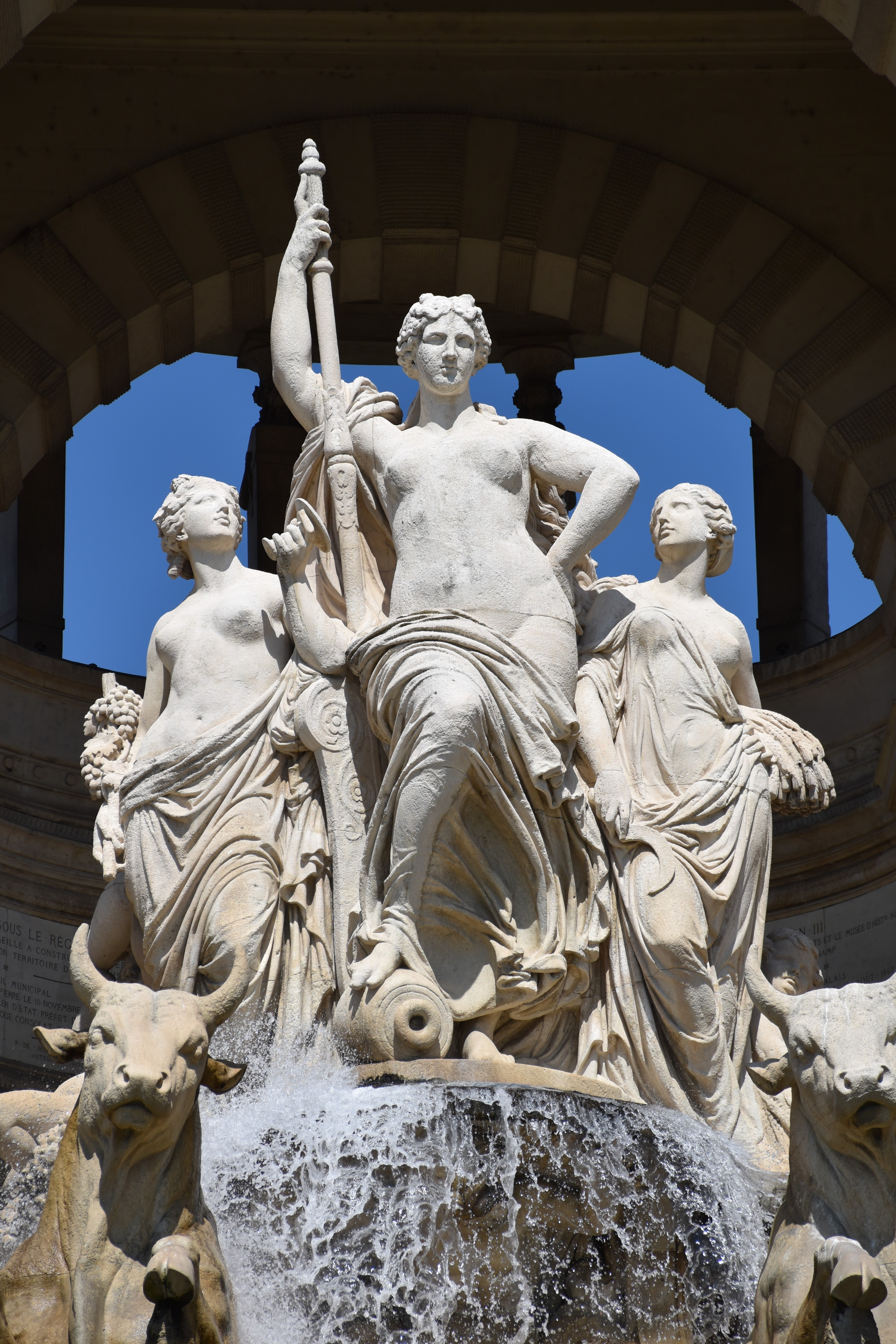
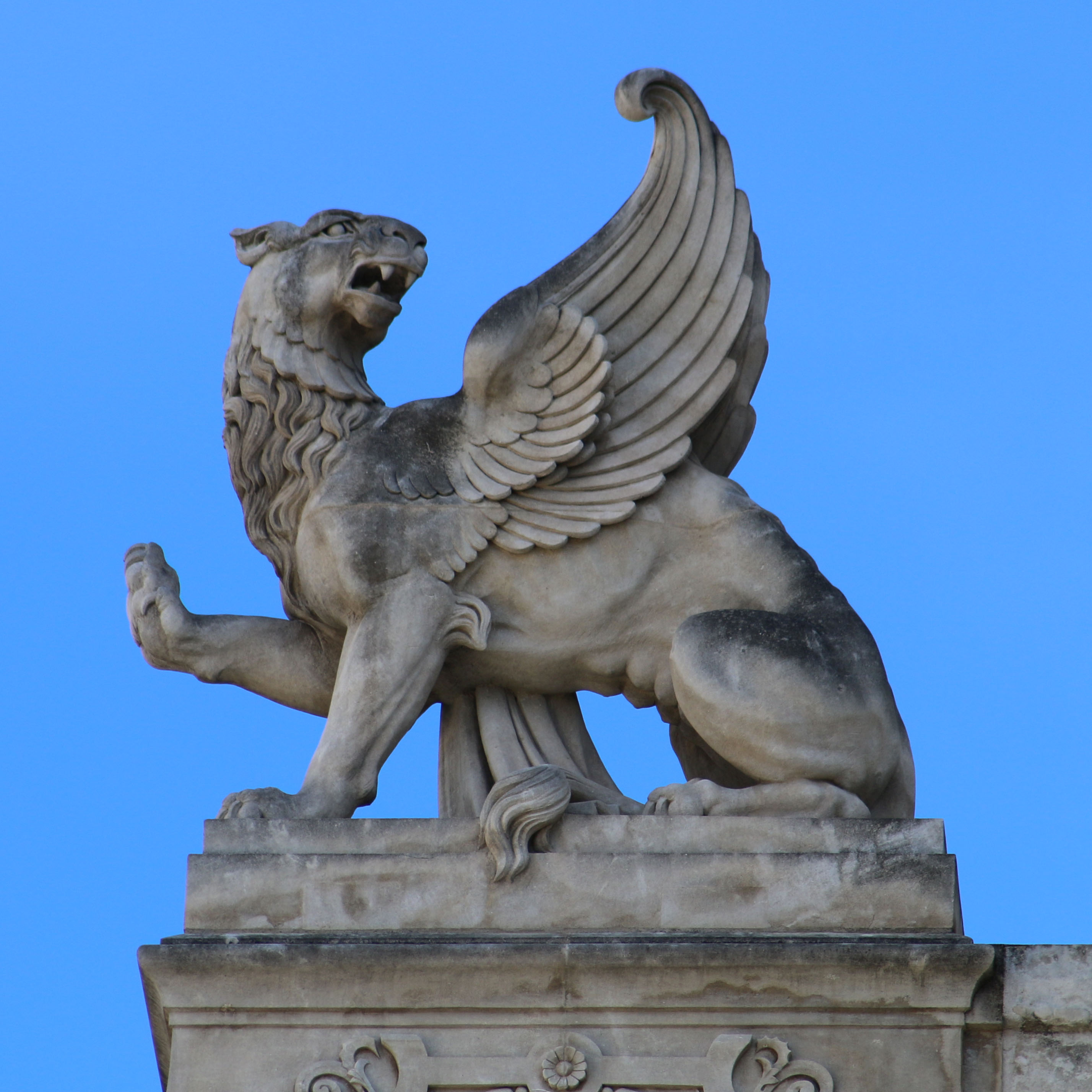
François Gilbert sculpture
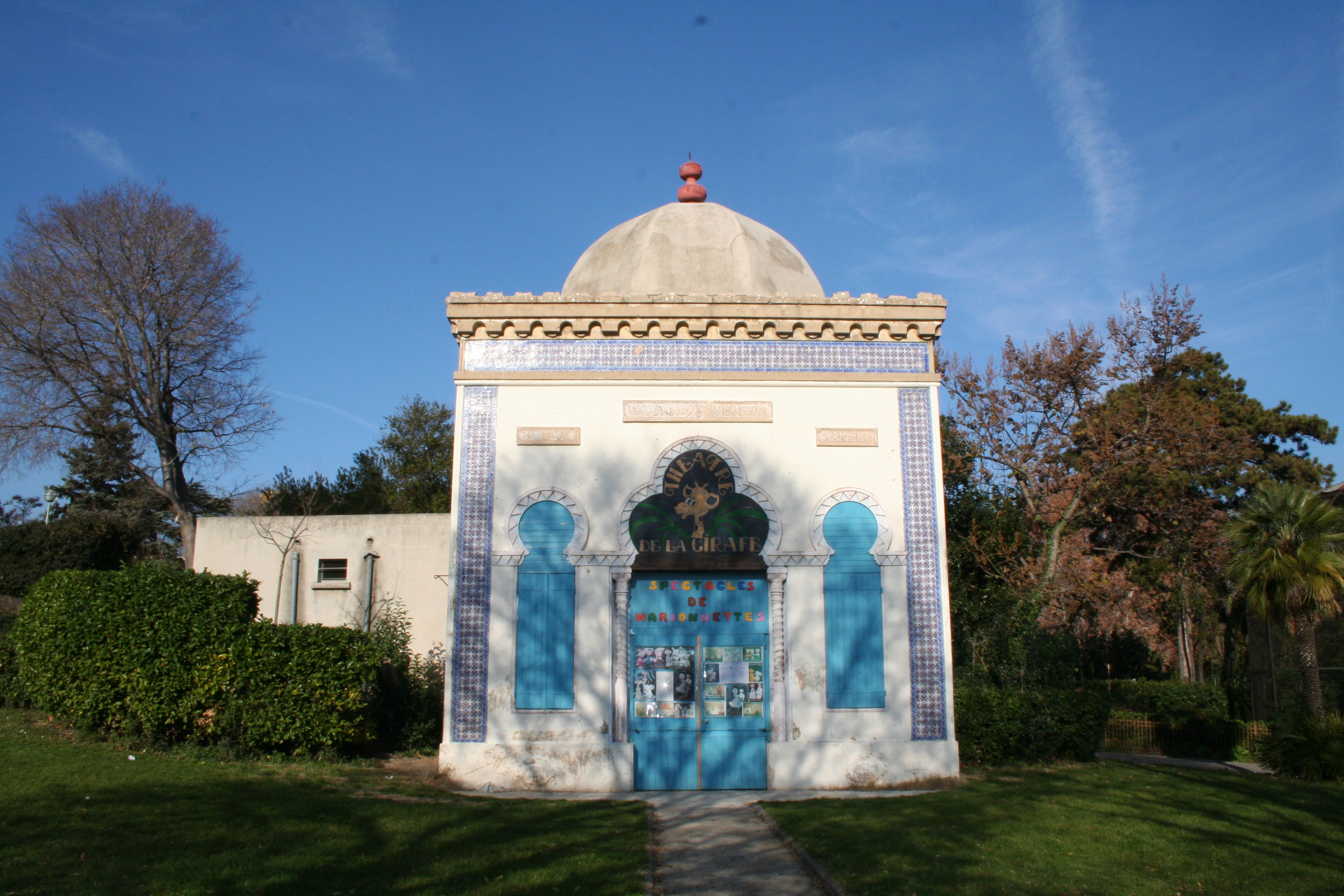
Former giraffe pavilion in the Parc Longchamp
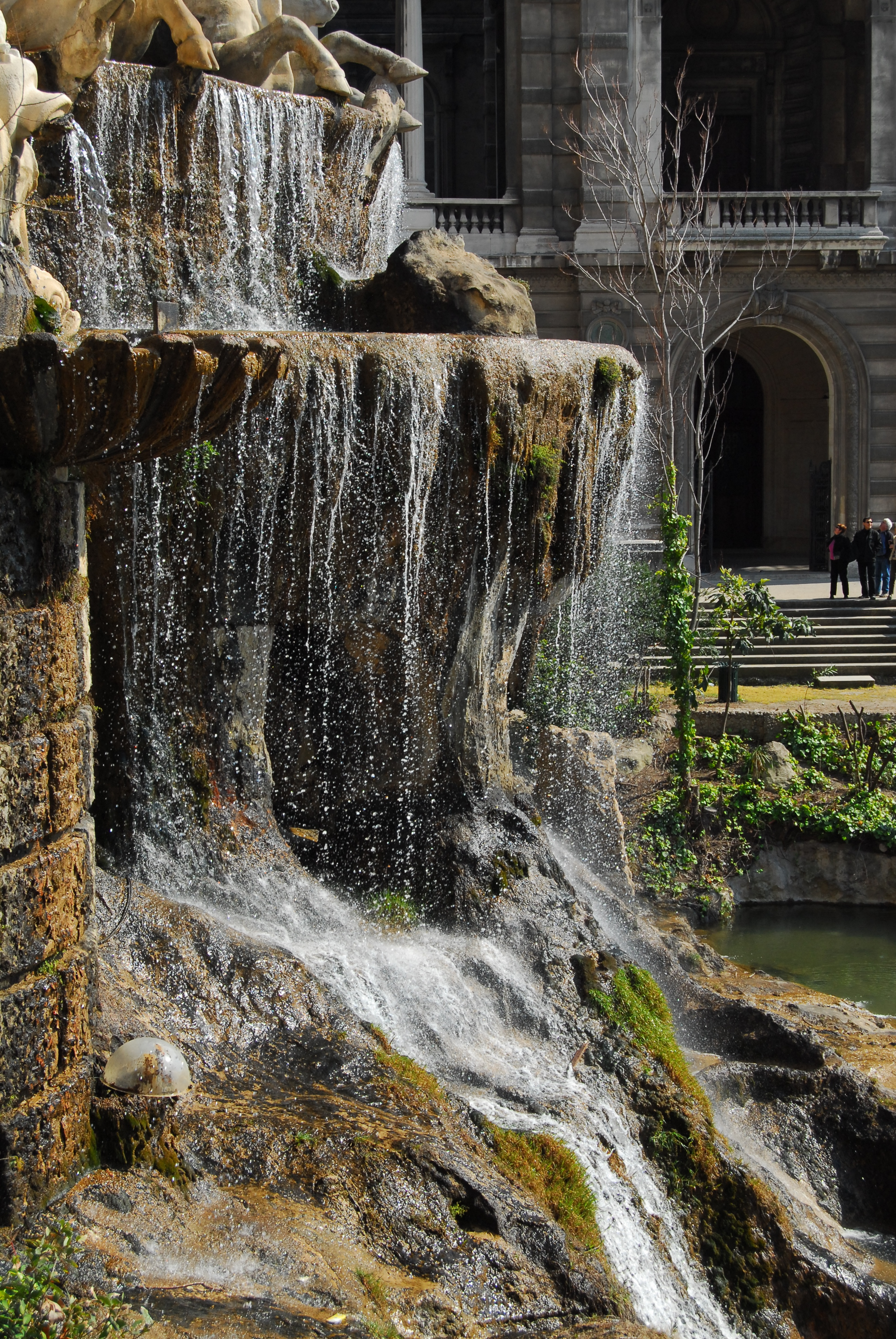
The fountain's secondary basin and middle balcony above the first pond
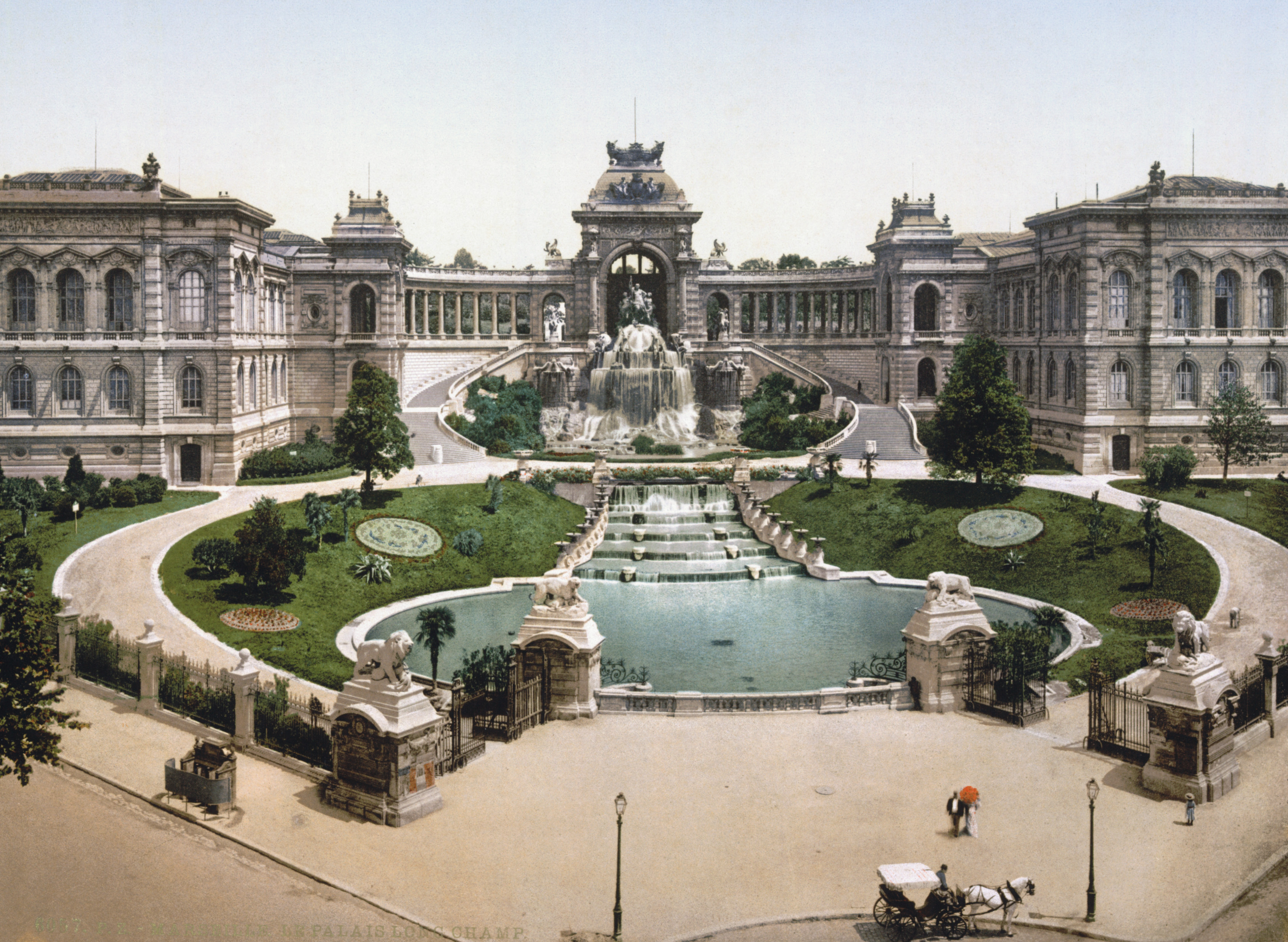
Longchamp around 1900
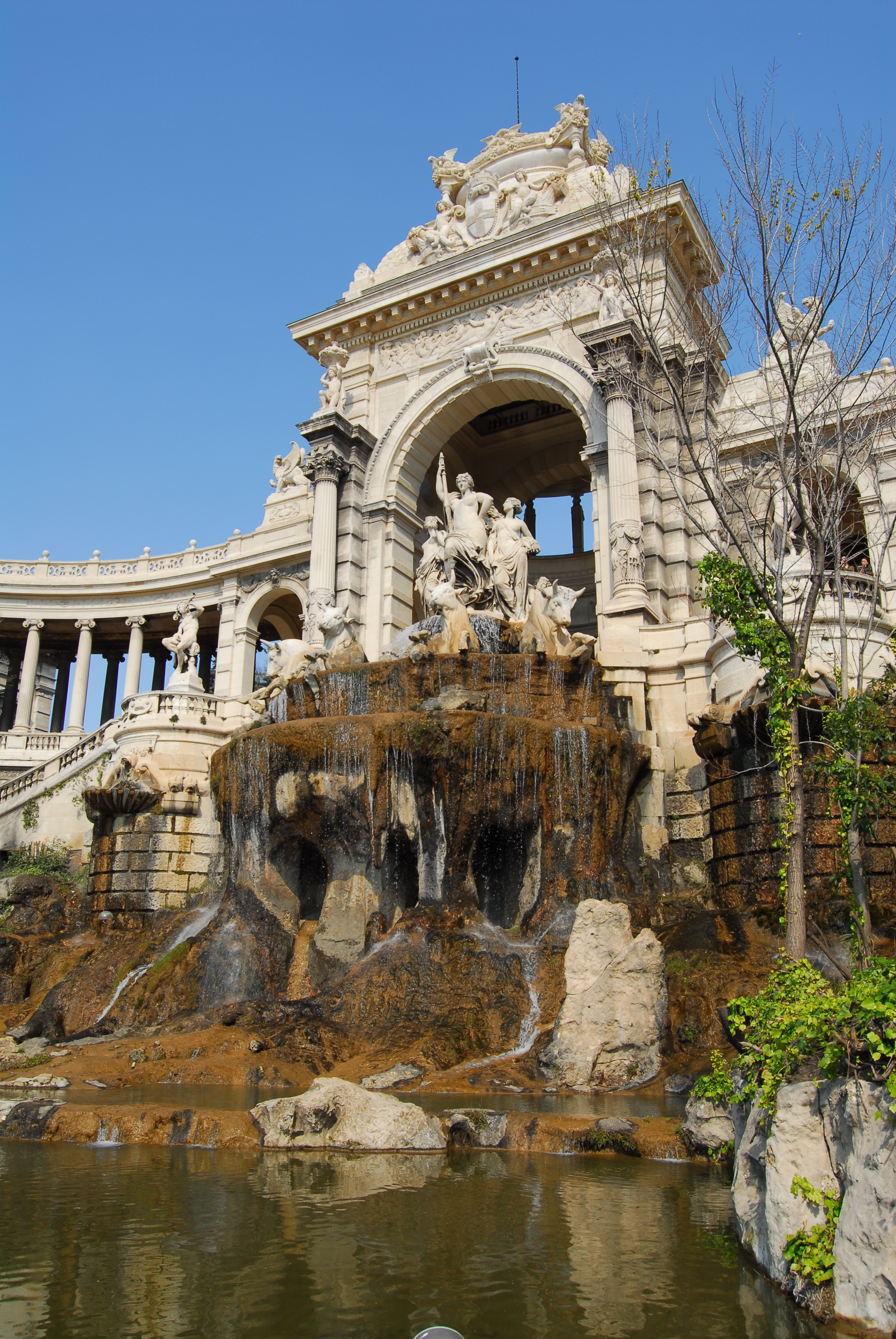
The château d'eau viewed from the middle balconies, looking toward the first pond and secondary basin